# Yoëll van Nieff
Yoëll van Nieff (Groningen, 17 giugno 1993) è un calciatore olandese, centrocampista dell'Anorthōsis.

## Carriera
Prodotto delle giovanili del Groningen, compie il suo debutto in prima squadra nella stagione 2012-13. Successivamente, complice l'arrivo di Hedwiges Maduro, i suoi spazi si riducono e viene così ceduto in prestito all'Excelsior. Compie il suo debutto per il club di Rotterdam il 29 agosto 2015, subentrando a Jeff Stans all'81' nella vittoria per 3-0 sul De Graafschap.
Dopo aver collezionato solamente 5 presenze con l'Excelsior, torna al Groningen. Nell'estate del 2015 rinnova il proprio contratto con i biancoverdi sino al 2018.
Nel 2018 passa all’Heracles Almelo e l’anno seguente si trasferisce alla Puskás Akadémia in Ungheria.
Il 12 luglio 2023 passa a titolo definitivo al Mumbai City, squadra indiana militante nella Indian Super League e facente parte del City Group, col quale esordisce il 4 agosto 2023, nella sfida di Durand Cup contro il Mohammedan.

## Palmarès

### Club

#### Competizioni nazionali
- Coppa dei Paesi Bassi: 1

Groningen: 2014-2015
- Indian Super League: 1

Mumbai City: 2023-2024